# 河津玲奈
河津 玲奈（かわづ れいな、1984年11月16日 - ）は、日本の女性声優。兵庫県出身。血液型はO型。身長154cm。2011年6月6日活動休止。2017年10月に復帰。

## 来歴
日本ナレーション演技研究所大阪校時代にポニーキャニオン主催のVSオーディション2003を受け、6000人中31人まで残り準々決勝へ進む。その後日本ナレーション演技研究所東京校に通うため上京。2005年『Radio de アニメ魂』のアシスタントオーディションに合格しデビュー。こえっち、りらちっち（伊藤かな恵 、越智綾香、大坂有未佳、栗田美穂、河津玲奈、清水若菜）という声優ユニットを結成していたが、2007年1月28日に解散。元スリートゥリー所属。

## 出演
太字はメインキャラクター。

### テレビアニメ
2006年
- LEMON ANGEL PROJECT（アン）
- 妖逆門（大天狗(少年)、仮面人形、里の妖A、イチゴモンスター）
- 西の善き魔女 Astraea Testament（子供達、下級生2）

2007年
- 大根刑事（パプリカ刑事、大根刑事(少年)）
- 猫ラーメン（おばあさんB、弟たち）

### OVA
- ヤマハジュニア科レパートリーブック（マッシュ）
- くりいむレモン New Generation（2006年、生徒）

### ゲーム
- アガレスト戦記（2007年、プラム）
- アガレスト戦記リアピアランス（2008年11月27日、プラム）
- アガレスト戦記ZERO（2009年、プラム）

### ドラマCD
- ケータイ少女 ドラマCD 〜2回目のクリスマス〜（2006年）
- 集英社ドラマCD NEEDLESS ニードレス リバーサルブレイン（2007年）
- ドラマCD DRUG-ON ドラゴン（2007年）

### ラジオドラマ
- クリオネの灯り～男子たちの放課後～『ラジオドラマ「クリオネの灯り」2』(2017年、河津玲奈[2]）※ラジオ大阪

### その他声優業
- CRフィーバードリフだよ!全員集合 (2009年4月 ‐ 、くのいち)※SANKYOから発売したパチンコ
- イメージDVD　Sweet Angel
- meer meer デジタル写真集
- 美声文庫 #3

### ラジオ
- Radio de アニメ魂  アシスタントパーソナリティー  (ラジオ大阪)
- アニメ魂 こえっち 〜ろーど・とぅ・LAP～  パーソナリティー  (ラジオ大阪)
- V-kingdom  ゲスト出演  (ラジオ大阪)

### Webラジオ
- りらちっちのRADIOぱれっと（アキバ系BBチャンネル）
- アニメ店長!子安武人のVOICEきゃらびぃ　アシスタントパーソナリティ（アニメイトTV）
- 智一&璐美のラジオ腐りかけ! アシスタントパーソナリティ（WEBラジオ）

### テレビ番組
- 大進撃放送BONZO! (TOKYO MX)

### イベント
- 「Kaoryclub presents「ちゅーどく」」（2006年3月19日、渋谷TAKE OFF 7）
- 「東京国際アニメフェア 2006」（2006年3月25日・26日、東京ビッグサイト）
- 「GIRLs-RockPop stadium vol.6〜夏だ！夏だ！夏だぁ！〜」（2006年8月5日、表参道FAB）
- 「“ナナドラ”サマー2006」
- 「“ナナドラ”サマー2006 〜夏の終わりにもう一発！〜」（2006年8月26日、新宿RUIDO K4）
- 「“ナナドラ”サマー2006 vol.2」（2006年8月20日、新宿RUIDO K4）
- 「Pretty2」
- 「Pretty2」（2006年8月27日、赤坂move）
- 「Pretty2」（2006年10月1日・11月5日、L@N Akasaka）
- 「Pretty2」（2006年10月15日・11月19日、赤坂otonami）
- プチアイドルちゃんのエコル体験入学！-りらちっち編-
- あいどるこみゅ
- わしみず〜トークの日SP〜
- 「アキバ系BBC クリスマス公開録音イベント〜保健室でRADIOパレット♪ ライブもあるよ！〜」（2006年12月17日、中目黒GTプラザホール）
- 「Side of Acoustic」（2007年1月27日、中目黒GTプラザホール）
- 「LOVE JET PARTY」（2007年1月28日、秋葉原石丸電気SOFT2）
- 「Sweet Angel」DVD発売記念イベント 石丸電気SOFT 1
- 「スーパーベルズ 鉄道ナイト9」

### 舞台
- マシン(吉岡優子)
- 朗読劇「オズの西遊記」（2010年10月 ‐ 11月、三蔵法子／魔女エルーファ）

### ディスコグラフィー

#### マキシシングル
- ピーチDAYS (2006年8月25日)※TVドラマ激闘!アイドル予備校EDをりらちっちとして担当